# Julius Pokorny
Julius Pokorny (Praga, Imperio austrohúngaro, 12 de junio de 1887-Zúrich, 8 de abril de 1970) fue un estudioso de las lenguas celtas, especialmente el irlandés, y un defensor del nacionalismo irlandés. Ocupó cargos académicos en universidades austriacas y alemanas.

## Biografía
Nació en Praga, entonces parte del Imperio austrohúngaro, y estudió en la Universidad de Viena, donde también enseñó desde 1913 hasta 1920. De 1920 a 1935, ocupó la cátedra de filología celta en la Universidad Friedrich Wilhelm de Berlín, antes de que los nazis descubrieran que, a pesar de ser nacionalista alemán, era de ascendencia judía. Fue editor de la importante revista Zeitschrift für Celtische Philologie antes de la Segunda Guerra Mundial (1921-1938) y fue responsable de su reactivación después (1954-1967). Escapó a Suiza en 1943, donde enseñó durante unos años en la Universidad de Berna y en la Universidad de Zúrich hasta su jubilación en 1959. En 1954, recibió el título honorario de cátedra en la Universidad Ludwig Maximilian de Múnich, donde fue profesor de tiempo parcial en 1956 y nuevamente desde 1960 hasta 1965. Murió en Zúrich en 1970 casi tres semanas después de ser atropellado por un tranvía, no muy lejos de su casa.

## Obras
- 1914: A Concise Old Irish Grammar and Reader, Halle (Alemania): Max Niemeyer. Dublín (Irlanda): Hodges y Figgis.
- 1923: A Historical Reader of Old Irish: Texts, Paradigms, Notes, and a Complete Glossary. Halle (Alemania): Max Niemeyer.
  - Traducción: Antiguo irlandés: lecturas históricas, con paradigmas, notas y glosario completo, traducido por Antonio Tovar Llorente y Virgilio Bejarano Sánchez, y revisado y corregido por el autor. Madrid (España): Consejo Superior de Investigaciones Científicas, 1952.
- 1925: Altirische Grammatik (‘gramática del irlandés antiguo’). Berlín  (Alemania): Walter de Gruyter, 1925.
- 1938: Zur Urgeschichte der Kelten und Illyrier. Halle (Alemania): Max Niemeyer.
- 1944: Altkeltische Dichtungen: Aus dem Irisch-Gälischen und Cymrischen übertragen und eingeleitet. Berna (Suiza): A. Francke.
  - Traducción: Cancioeiro da poesía céltiga, traducido por Celestino F. de la Vega e Ramón Piñeiro. Santiago de Compostela (España): Biblioteca de Galicia, 1952.
- 1957 y 1969: Indogermanisches Etymologisches Wörterbuch (’diccionario etimológico indoeuropeo’, que todavía se usa ampliamente hoy en día), 2 tomos. Berna (Suiza): A. Francke.